# Fulgent Herbault
Pour les articles homonymes, voir Herbault (homonymie).
 Fulgent Herbault , né le 1er août 1760 à Chenevelles (Vienne), mort le 12 mai 1808 à Bayreuth (Allemagne), est un militaire français de la Révolution et de l’Empire.

## États de service
Il entre en service le 26 avril 1789, dans le régiment Mestre de Camp Général cavalerie, et le 10 avril 1791, il passe dans la garde nationale parisienne soldée. Le 24 août 1792, il est envoyé à l’école militaire en qualité de volontaire à cheval, et il est nommé sous-lieutenant le 18 octobre suivant.
Le 7 février 1793, il devient lieutenant au 24e régiment de cavalerie, et il fait les campagnes de 1793 à l’an VI, aux armées des Ardennes, de Sambre-et-Meuse, et de Mayence.
Il reçoit son brevet de capitaine le 19 février 1798, et le 24 mai suivant, il entre en qualité d’adjudant-major dans la garde constitutionnelle du Directoire, qui devient Garde consulaire après les événements des 18 et 19 brumaire an VIII. Le 3 janvier 1800, il est nommé chef d’escadron, et il fait la campagne de cette année-là à l’armée d’Italie, où il se signale le 14 juin 1800, lors de la bataille de Marengo.
Il est promu colonel au 4e régiment de cuirassiers le 2 septembre 1803, et il est fait chevalier de la Légion d’honneur le 11 décembre 1803, puis officier de l’ordre le 14 juin 1804. 
De 1806 à 1807, il participe aux campagnes de Prusse et de Pologne, au sein de la Grande Armée, et le 10 juin 1807, lors de la bataille d'Heilsberg, il fait partie de la 3e division de grosse cavalerie du général d’Espagne.
Il est créé baron de l’Empire par décret du 19 mars 1808, et il meurt le 12 mai suivant, à Bayreuth.

## Dotation
- Le 17 mars 1808, donataire d’une rente de 4 000 francs sur les biens réservés en Westphalie.

## Sources
- A. Lievyns, Jean Maurice Verdot, Pierre Bégat, Fastes de la Légion-d'honneur, biographie de tous les décorés accompagnée de l'histoire législative et réglementaire de l'ordre, Tome 3, Bureau de l’administration, 1844, 529 p. (lire en ligne), p. 216.
- Vicomte Révérend, Armorial du premier empire, tome 2, Honoré Champion, libraire, Paris, 1897, p. 311.
- « La noblesse d’Empire » (consulté le 5 avril 2016)